# Resolutie 1134 Veiligheidsraad Verenigde Naties
Resolutie 1134 van de Veiligheidsraad van de Verenigde Naties met 5 onthoudingen van China, Egypte, Frankrijk, Kenia en Rusland tegen 10
voorstanders door de VN-Veiligheidsraad aangenomen op 23 oktober 1997.

## Achtergrond
Op 2 augustus 1990 viel Irak zijn zuiderbuur Koeweit binnen en bezette dat land. De Veiligheidsraad veroordeelde de inval middels resolutie 660 en later kregen de lidstaten carte blanche om Koeweit te bevrijden. Eind februari 1991 was die strijd beslecht, waarna Irak zich neerlegde bij alle aangenomen VN-resoluties.

## Inhoud

### Waarnemingen
Sinds resolutie 1115 uit juni waren er opnieuw incidenten geweest waarbij Irak (wapen)inspectieteams van de Speciale Commissie de toegang tot sites ontzegde, en dat was onaanvaardbaar. Desondanks had de commissie vooruitgang geboekt bij de vernietiging van de Iraakse massavernietigingswapens. De Veiligheidsraad had reeds verklaard maatregelen te zullen nemen tegen de Iraakse functionarissen die verantwoordelijk waren voor de weigeringen als het land niet bijdraaide.

### Handelingen
De Veiligheidsraad veroordeelde het feit dat de Iraakse autoriteiten weigerden VN-inspecteurs toegang te verlenen tot een aantal te inspecteren sites en personen en dat zij de veiligheid van UNSCOM in gevaar brachten. Ook veroordeelde de Raad de verwijdering en vernietiging van bepaalde documenten. Verder concludeerde de Raad dat de obstructies neerkwamen op schendingen van eerdere resoluties en eiste dat Irak zou meewerken met UNSCOM. Als dat niet gebeurde, dan zouden alle landen de toegang van Iraakse functionarissen die hiervoor verantwoordelijk waren tot hun grondgebied moeten ontzeggen. Met het opstellen van een lijst van die personen zou reeds worden begonnen.

## Verwante resoluties
- Resolutie 1115 Veiligheidsraad Verenigde Naties
- Resolutie 1129 Veiligheidsraad Verenigde Naties
- Resolutie 1137 Veiligheidsraad Verenigde Naties
- Resolutie 1143 Veiligheidsraad Verenigde Naties

Lijst ·  1093 ·  1094 ·  1095 ·  1096 ·  1097 ·  1098 ·  1099 ·  1100 ·  1101 ·  1102 ·  1103 ·  1104 ·  1105 ·  1106 ·  1107 ·  1108 ·  1109 ·  1110 ·  1111 ·  1112 ·  1113 ·  1114 ·  1115 ·  1116 ·  1117 ·  1118 ·  1119 ·  1120 ·  1121 ·  1122 ·  1123 ·  1124 ·  1125 ·  1126 ·  1127 ·  1128 ·  1129 ·  1130 ·  1131 ·  1132 ·  1133 ·  1134 ·  1135 ·  1136 ·  1137 ·  1138 ·  1139 ·  1140 ·  1141 ·  1142 ·  1143 ·  1144 ·  1145 ·  1146